# 슈쿠나미촌
슈쿠나미촌(宿南村)은 효고현 야부군에 있던 촌이다. 현재의 야부시 남서부에 해당한다.

## 역사
- 1889년 4월 1일 - 정촌제 시행에 의해 5촌의 구역을 가지고 성립하였다.
- 1955년 2월 1일 - 슈쿠나미촌의 일부가 분립해 히다카정에 편입, 요카정, 이자촌과 합병해 새로운 요카정이 성립, 동일 슈쿠나미촌은 폐지되었다.

## 교통

### 도로
- 국도 제9호선

## 참고문헌
- 角川日本地名大辞典 28 兵庫県